# The Newlyweds
The Newlyweds é um filme mudo norte-americano de 1910 em curta-metragem, do gênero comédia, dirigido por D. W. Griffith e estrelado por Mary Pickford.

## Elenco
- Arthur V. Johnson ... Dick Harcourt
- Mary Pickford ... Alice Vance
- Florence Barker ... Dora Dean
- Charles West ... Harry